# Karl-Dieter Möller

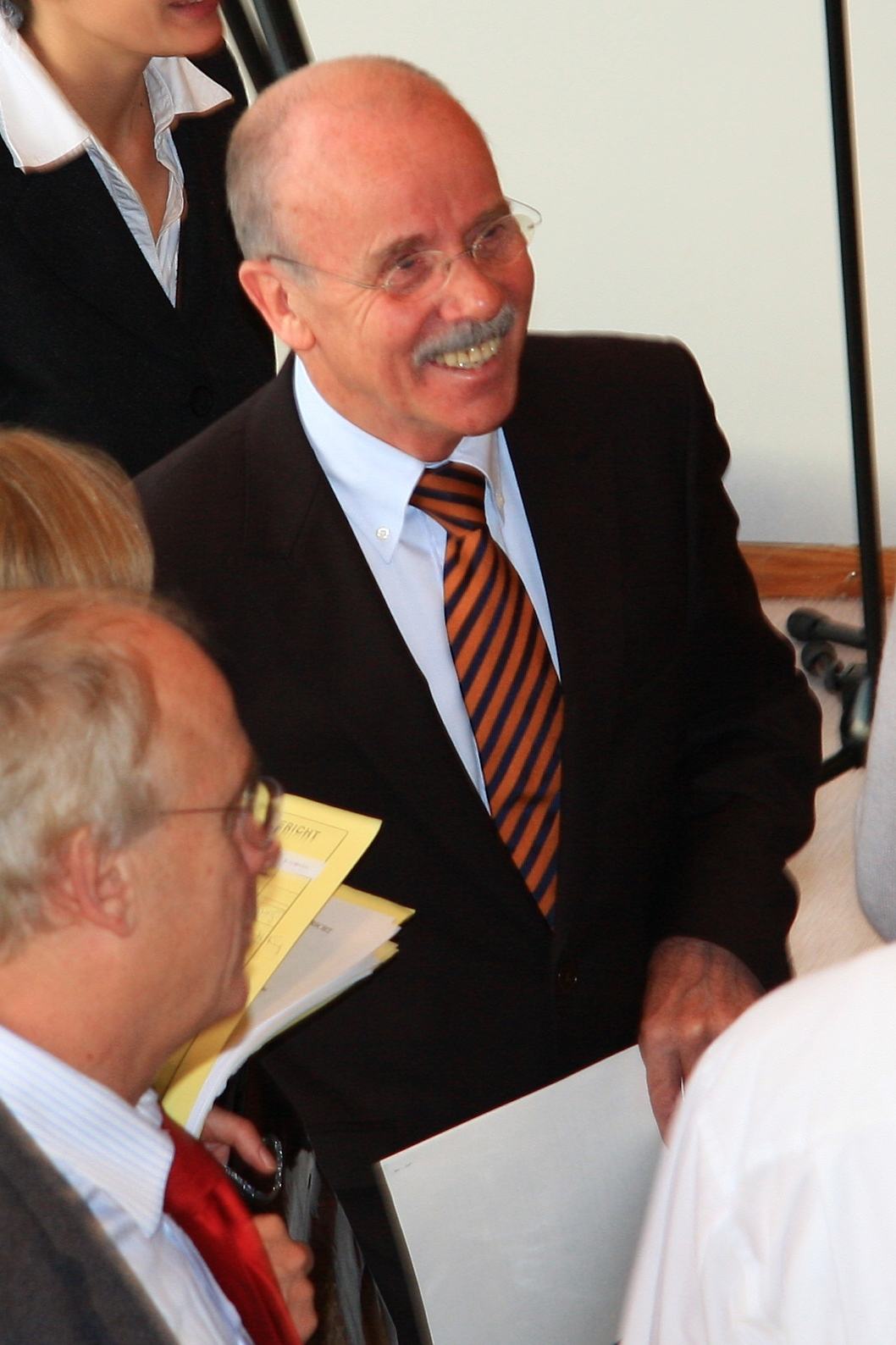
Karl-Dieter Möller anlässlich der mündlichen Verhandlung im BVerfG über die Vorratsdatenspeicherung am 15. Dezember 2009

Karl-Dieter Möller (* 21. November 1945 in Melle) ist Volljurist, deutscher Fernsehjournalist und Gerichtsberichterstatter.

## Leben
Möller wuchs als Sohn eines Juristen und hohen Beamten einer Bundesbehörde in Münster auf. Nach dem Abitur studierte er Publizistik, Politikwissenschaft und Rechtswissenschaft an der Westfälischen Wilhelms-Universität in Münster und an der Ludwig-Maximilians-Universität München. Er bestand das erste juristische Staatsexamen 1974 und absolvierte seinen Vorbereitungsdienst in der Intendanz des Bayerischen Rundfunks. Danach war Möller freier Mitarbeiter in den Wirtschaftsredaktionen des Hörfunks von BR und WDR sowie bei verschiedenen Tageszeitungen. Anschließend arbeitete er als persönlicher Referent des Präsidenten eines Wirtschaftsverbandes. 1978 bestand Möller sein zweites juristisches Staatsexamen.
Er war für die politische Redaktion der Aachener Volkszeitung tätig und ab Januar 1979 für die Redaktion „Recht und Justiz“ des ZDF. Im November 1986 wechselte Möller zum Süddeutschen Rundfunk (SDR) und leitete die neu gegründete ARD-Fernsehredaktion „Recht und Justiz“ in Karlsruhe. Diese Funktion behielt er auch nach der Fusion des SDR mit dem Südwestfunk zum Südwestrundfunk (SWR) im Jahr 1998 bei. Ab 1986 war Möller justizpolitischer Korrespondent der ARD beim Bundesverfassungsgericht, beim Bundesgerichtshof und bei der Bundesanwaltschaft. Ende November 2010 ging Möller in den Ruhestand, ist aber als freier Mitarbeiter weiterhin als Rechtsexperte für die SWR-Fernsehsendung Marktcheck in der Rubrik Marktcheck fragt Möller tätig sowie bis 2016 für die Fernsehsendung ARD Buffet. Sein Nachfolger in Karlsruhe beim Bundesverfassungsgericht für die ARD-Programme ist Frank Bräutigam.
Karl-Dieter Möller ist mit der Künstlerin Gabriele Möller-Kuhlmann (* 1949 in Münster) verheiratet und hat drei Kinder.

## Auszeichnung
1998 wurde Karl-Dieter Möller für „konstante qualifizierte Berichterstattung über juristische Sachverhalte in Nachrichtensendungen der ARD“ mit dem Adolf-Grimme-Preis Spezial geehrt.